# Hamburg (Pennsylvania)
Hamburg ist ein Borough im Berks County im US-Bundesstaat Pennsylvania. Das U.S. Census Bureau hat bei der Volkszählung 2020 eine Einwohnerzahl von 4.270 ermittelt. Die Bevölkerungsdichte liegt bei 890 Einwohnern je km².

## Geographie
Hamburg liegt im Osten Pennsylvanias und ist der nördlichste Borough des Countys. Hamburg liegt am Schuylkill River und wird von Ackerland umgeben. Das Dorf liegt 24 km nördlich von Reading und 111 km westlich von Philadelphia. Hamburg hat eine Fläche von 5,2 km², wovon 0,4 km² Wasserfläche ist.

## Geschichte
Hamburg wurde unter dem Namen Kaerchertown von Martin Kaercher Jr. 1787 gegründet. Der heutige Name stammt von deutschen Immigranten und leitet sich von der norddeutschen Stadt Hamburg ab.

## Verkehr
Durch Hamburg führen in Ost-West-Richtung gemeinsam verlaufend Interstate 78 und U.S. Highway 22; die Pennsylvania State Route 61 führt in Nord-Süd-Richtung westlich am Siedlungsgebiet vorbei.

## Naherholungsgebiete
In Hamburg liegen die Parks Hamburg Park und der Kaercher Creek Park. In der Umgebung liegen die Seen Blue Marsh Lake, Lake Ontelaunee und der Leaser Lake. In der Nähe liegt auch der Weiser State Forest.

## Demographie
Das durchschnittliche Einkommen eines Haushalts liegt bei 37.683 USD im Jahr, das durchschnittliche Einkommen einer Familie bei 50.957 USD. Männer haben ein durchschnittliches Einkommen von 37.650 USD im Jahr gegenüber den Frauen mit durchschnittlich 22.308 USD. Das Pro-Kopf-Einkommen liegt bei 20.689 USD.
5,1 % der Einwohner und 6,2 % der Familien leben unterhalb der Armutsgrenze.
11,4 % der Einwohner sind unter 18 Jahre alt und auf 100 Frauen ab 18 Jahren und darüber kommen statistisch 84,1 Männer. Das Durchschnittsalter beträgt 40 Jahre (Stand: 2000).
Die meisten Einwohner sind deutscher Abstammung (44 %), gefolgt von amerikanischen Ureinwohnern (14,3 %), Iren (9,7 %), Italienern (5,1 %), Engländern (4,7 %) und Polen (3,2 %).
In der Ortschaft ist Englisch die Hauptsprache, jedoch wird auch noch von etwa 2 % Deutsch (Pennsylvania Dutch) und von 1,6 % Spanisch gesprochen.